# Seconda battaglia di Governolo
La seconda battaglia di Governolo fu uno scontro avvenuto il 18 luglio 1848, durante la prima guerra d'indipendenza italiana, tra le truppe del Regno di Sardegna, guidate dal generale Eusebio Bava, e quelle dell'Impero d'Austria, comandate dal principe Francesco di Paola del Liechtenstein. Nonostante la vittoria ottenuta dai piemontesi, il successo ottenuto indebolì il già poco felice schieramento militare di quest'ultimi, estendendolo di ben 20 km. La principale fonte della battaglia è il resoconto del generale Eusebio Bava al re Carlo Alberto di Savoia, mentre la battaglia è ampiamente descritta anche in alcuni saggi moderni.

## Antefatti
Dopo la caduta di Vicenza, il re Carlo Alberto di Savoia, scoraggiato dall'opinione pubblica sul pessimo andamento della guerra, aspettò un mese prima di entrare in azione e solo dopo che gli austriaci si riorganizzarono decise di agire. Intenzionato a non perdere le posizioni conquistate precedentemente, costrinse il generale Eusebio Bava a pianificare un attacco disperdendo le truppe per un fronte di 50 km, tra Rivoli e la confluenza tra il Mincio ed il Po.
Sul punto d'incontro fra i due fiumi, il 13 luglio Radetzky mandò la brigata del principe Liechtenstein a presidiare Ferrara, dopo di che il principe si ritirò verso Mantova, lasciando nella cittadina di Governolo cinque compagnie. Il generale Bava, pensando a un'invasione in Lombardia, si precipitò con almeno 5 000 uomini a dargli la caccia. Il 17 dello stesso mese, saputo che il nemico aveva lasciato un presidio a Governolo, si preparò ad attaccarlo.

## Svolgimento

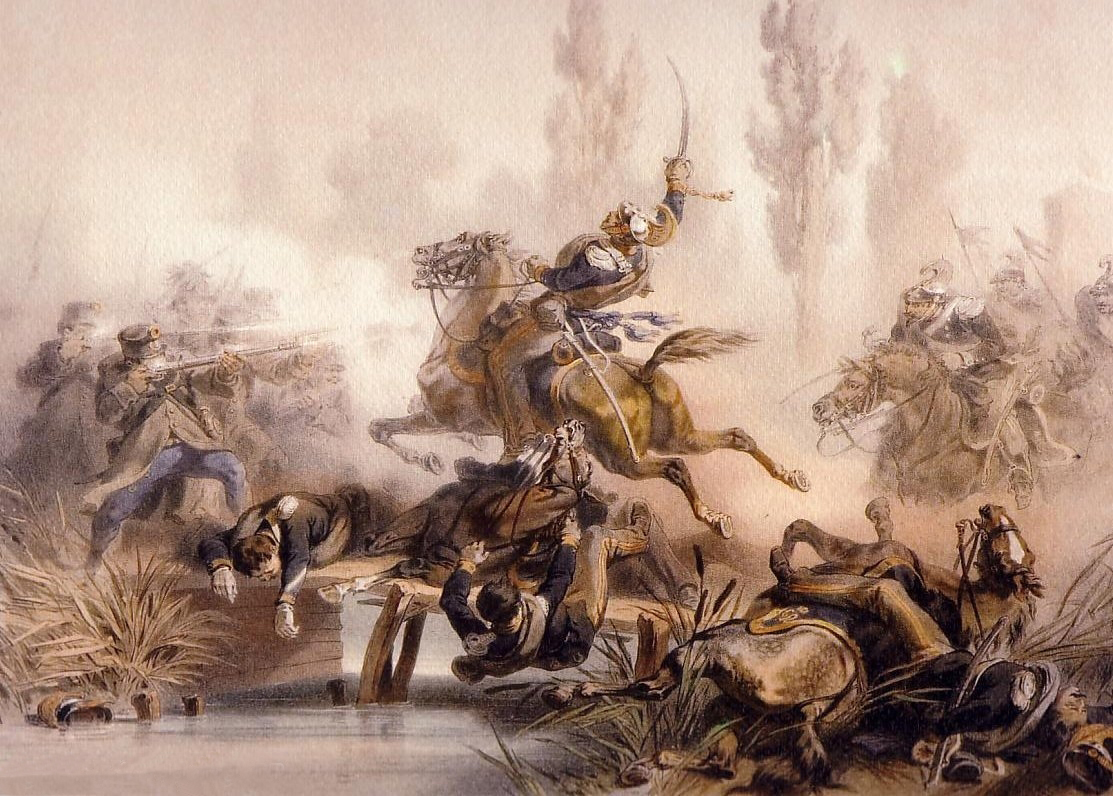
Battaglia di Governolo - 18 luglio 1848. Tre ufficiali del 4º Reggimento Genova Cavalleria vengono colpiti dai fanti del X Reggimento Grenzer 1º Banal

Il Bava, percorso il Po fino al Mincio, fece avanzare i bersaglieri nascosti su dei barconi, attaccando e dividendo le sue forze in tre parti per attuare una manovra a tenaglia, inaugurando un fitto fuoco di fucileria senza concludere nulla, dato che nel villaggio vi era un ponte levatoio ed i soldati del Bava non riuscirono ad attraversare il fiume. I bersaglieri, però, risolsero la situazione, sbarcando vicino alla città e facendo rumore per sembrare tanti.
Dopo un fitto combattimento, i bersaglieri tagliarono le corde al ponte levatoio, permettendo al resto della fanteria e alla cavalleria di invadere il paese e sgominare il nemico, che dopo aver tentato la difesa si ritirò verso Nogara.

## Conseguenze
Nonostante la vittoria, la battaglia allungò il fronte piemontese di altri 20 km, indebolendo così lo schieramento piemontese.